# Paro de Federici
El paro de Federici fue una movilización social chilena de carácter estudiantil, gestada al interior de la Universidad de Chile en 1987, en las postrimerías de la dictadura militar de Augusto Pinochet. Comenzó el 29 de agosto de ese año, días después que fuera designado José Luis Federici como rector de la Universidad de Chile, a partir de lo que transcurrieron dos meses de paro para que el régimen removiese a Federici de su cargo y suspendiese la política económica que este propugnaba para la universidad.
Tuvo un especial significado para la oposición a Pinochet por haber ocurrido un año antes del plebiscito celebrado en 1988, ya que provocó gran expectativa y dinamismo al movimiento social contrario al régimen.

## Antecedentes
Durante 1987 Chile vivía una extraordinaria agitación política. El Rector de la Universidad de Chile (designado por Augusto Pinochet), el General de Brigada Roberto Soto Mackenney, inició un proceso de democratización controlada, en el que había permitido la elección de los decanos de las facultades por sus pares, los académicos titulares y asociados, lo que abrió espacios a la participación de la comunidad universitaria en la toma de decisiones en las facultades. Pero la Universidad seguía teniendo el "déficit histórico" desde la fragmentación de la Universidad por la Ley General de Universidades de 1981 que ascendía a mil millones de pesos de esos años. 
El General Pinochet removió al rector y designó en su lugar a un civil José Luis Federici, funcionario que había desempeñado direcciones en empresas estatales con el fin de desmantelarlas y privatizarlas; así lo había hecho, por ejemplo, con Ferrocarriles del Estado. El nuevo rector, apoyado por un grupo de economistas neoliberales de la Facultad de Economía de la Universidad de Chile, llamados "Los Tucanes", entre los que estaba Sergio Melnick, inició la destitución de los decanos democráticos y el reemplazo por otros designados por él. Entre fines de julio y principios de agosto de 1987, la Asociación de Académicos y la Federación de Estudiantes rechazaron la nueva autoridad y llamaron a un paro indefinido. Las amenazas y destituciones sumarias de decanos y la fatídica orden de expulsar a todos los estudiantes detenidos durante 1987 contribuyeron a hacer insalvable el conflicto.

## El paro
Una vez comenzado el paro hubo varios situaciones dignas de destacar:
- La unidad de la comunidad universitaria: estudiantes, funcionarios y académicos actuaron en conjunto ante el peligro que significaba un rector interventor, ajeno a la Universidad, y que no estaba abierto al diálogo y la negociación.
- Hubo manifestaciones masivas, tanto dentro de las facultades como en la calle, que de ser estrictamente académicas tuvieron un giro claramente político y antidictatorial.
- La poca capacidad de reacción de la dictadura militar que:
  - Buscó dirigentes estudiantiles menores y sin representación en sus facultades, [cita requerida] los que frente a la Televisión Nacional trataron de boicotear la movilización anunciando que el paro había terminado.
  - Usó grupos de choque (como G-51, formado en la Facultad de Economía) para agredir a los estudiantes en paro.
- El apoyo de la ciudadanía que vislumbraba un cambio político.

El día 24 de septiembre ocurrió un hecho que pudo haber tenido consecuencias fatales. Durante una marcha que comenzó en el Campus Andrés Bello continuó por Alameda y al desviarse al Teatro Municipal un carabinero del tránsito disparó a la cabeza de la joven estudiante y pianista, María Paz Santibáñez del Departamento de Música y Sonología. Inmediatamente los medios de comunicación, como era costumbre[cita requerida] defendieron el accionar del carabinero y acusaron a los estudiantes de intento de agresión, pero afortunadamente un vídeo captado por reporteros de Teleanálisis (no difundido en ese entonces por los medios controlados por el régimen) captó el instante del disparo.
El 2 de octubre, la recién electa Miss Universo Cecilia Bolocco, emitió unas desafortunadas declaraciones en contra de los estudiantes, a quienes recomendó que debían «¡preocuparse de estudiar, porque para eso se va a la universidad!», y se refirió al incidente de la estudiante baleada, sobre el cual planteó si es que ella «¿Sabía que le iba a pasar eso? ¡A lo mejor sí!».
El paro entró entonces a radicalizar posiciones políticas pro y contra Pinochet. El 29 de septiembre ante las tergiversaciones de la prensa frente al paro y la versión oficial que se estaba dando sobre el incidente del Teatro Municipal, un grupo de estudiantes comenzó una huelga de hambre, 100 días de ayuno en la Facultad de Medicina, sede Norte (Independencia) y se multiplicaron las manifestaciones callejeras.[cita requerida]
Dentro de este convulsionado ambiente se organizó el movimiento de Mujeres de Negro por la Universidad, que reunía a estudiantes mujeres de todas las facultades de la Universidad de Chile. Realizaron distintas actividades por la Universidad:
2 marchas
1 toma del edificio de operaciones administrativas de la Universidad, conocido como Torre 15, por una semana entera. Para captar la atención de periodistas, realizaron una creativa[cita requerida] manifestación mostrando por las ventanas su ropa interior.
Paralelamente la directiva de la FECH realizaba negociaciones con el rector suplente, Juan de Dios Vial. Por error, en una reunión sustrajeron una carpeta privada de él, y con ello la directiva de estudiantes logró éxito en las negociaciones y la salida definitiva de Federici.
Hubo presiones de grupos infiltrados de pinochestistas[cita requerida] que quisieron desalojarlas por la fuerza, estalló una riña con estudiantes en huelga, que significó la última aparición de los grupos de choque derechistas en la Universidad.
Cada acto realizado, fuera manifestación callejera, asamblea, toma, ayuno etc. significaba alumnos detenidos y el inminente riesgo de ser juzgados por tribunales militares, ser apresados y condenados, torturados o expulsados de la universidad.[cita requerida]

## Días clave
- El 1 de octubre la Asociación de Académicos rechazó el ofrecimiento de Federici de incremento de sueldos a partir de la normalización. Dicho día se multiplicaron las manifestaciones callejeras en prácticamente todos los campus y en la tarde en las calles.[4]
- El día 6 de octubre se hizo conocido un decreto universitario emitido el 21 de septiembre que suprimía atribuciones a los decanos en la contratación de académicos. Decreto universitario 4379 del 21 de septiembre. El 6 de octubre de 1987 se anunció que las clases se reanudaban "aunque sea con sólo un alumno". Ambas iniciativas implicaban el fin a un posible arreglo.[5]
- Durante octubre, la energía de los universitarios comenzaba a flaquear cuando tuvieron lugar los últimas acciones de la Escuela de Derecho que resultaron decisivos. Federici removió al decano y designó a un conocido abogado pinochetista que, por la prensa, había criticado duramente a los estudiantes. Ante esta designación, el alumnado de Derecho reaccionó ingresando al despacho del nuevo decano, sacando todos sus muebles y documentos al patio (excepto los teléfonos), rayando en las paredes que no aceptarían otro decano. Pinochet, informado del desacato, acudió personalmente a la Escuela de Derecho y vio por sus propios ojos el grado de desobediencia al que se había llegado. Eso motivó a Pinochet a pedir la renuncia de Federici el jueves 29 a las 17:00.[cita requerida]

## Consecuencias
- El 29 de octubre, Pinochet anunció la solicitud de renuncia a Federici. El filósofo Juan de Dios Vial Larraín fue designado como sucesor de Federici en la rectoría de la Universidad de Chile, lo cual fue visto como un triunfo por los opositores de Pinochet, más allá de la cercanía política del rector hacia el régimen, por ser Vial Larraín un académico de carrera y de talante democrático.[cita requerida]
- La dictadura militar comenzó a respetar la autonomía de las universidades y significó el fin de la era de los "Rectores delegados" quienes eran en su mayoría rectores-militares.[cita requerida]
- Los estudiantes debido al paro tuvieron clases hasta febrero (pleno verano en el hemisferio austral). Esto conllevó, además, problemas diarios con el sistema de transporte colectivo que debía aceptar estudiantes fuera de su temporada.[cita requerida]
- Las calles quedaron en poder de los opositores al gobierno. Los grupos pinochetistas no pudieron realizar marchas o concentraciones de apoyo al régimen sin la protección de Carabineros, situación que se vio pronto durante la campaña del plebiscito.[cita requerida]